# Trotskisme al Vietnam

Bandera del Grup de Lluita.

El terme Trotskisme al Vietnam fa referència a la pràctica del trotskisme (la filosofia política marxista de Lev Trotski) activa en la nació del Vietnam. En la història del comunisme del segle xx, Vietnam era un dels pocs països on el trotskisme va tenir un suport gran. Els líders trotskistes del Vietnam van ser, majoritàriament, exterminats pel Partit Comunista del Vietnam des de principis de setembre de 1945.

## Orígens
Els trotskistes del Vietnam es van implicar en els primers esforços per construir un moviment revolucionari a Indoxina. Durant els anys 1930 a Saigon els trotskistes vietnamites eren un moviment rival fort del Partit Comunista Indoxinès (ICP), però hi hi havia cooperació entre l'ICP i els trotskistes, sent potser l'únic lloc en el món, segons Robert J. Alexander. L'any 1939, després del pacte Mólotov–Ribbentrop, les organitzacions comunistes van ser prohibides a França i Indochina. Les autoritats van arrestar centenars de membres de l'ICP i de les organitzacions trotskistes.

## Segona Guerra Mundial
L'any 1945, l'ICP va emergir com la principal força política organitzada del front nacional Viet Minh i va dirigir la lluita pel poder en la Revolució d'Agost de 1945. El dos partits trotskistes, La Lutte (''La Lluita'' en francès) i la Lliga Comunista Internacional (dirigida per Ho Huu Tuong), es van reagrupar l'any 1945 i van procedir a reconstruir les seves forces i preparar-se pel conflicte que s'apropava amb les forces d'ocupació britàniques i les forces colonials franceses.

## Repressió i decadència
Tạ Thu Thâu va sortir de presó amb una salut feble però sent encara el dirigent més popular del moviment dels treballadors al sud i el més conegut trotskista del Vietnam. Tornant a Saigon d'una consulta amb el nou Govern de Viet Minh a Hanoi, va ser assassinat per partidaris del Vietminh prop de Quang Ngai al setembre de 1945.
El metòdic assassinat de trotskistes a Saigon va ser documentat l'any 1947 per Dwight Macdonald, en la revista politics. "Virtualment tots [els] dirigents trotskistes" van ser assassinats per estalinistes, segons Alexander, que va escriure, "Tot i que a l'agost de 1945 els trotskistes vietnamites eren un element d'importància substancial en la política del país, en uns quants mesos havien estat virtualment exterminats—políticament i físicament en la seva majoria—pel govern comunista al comandament de Ho Chi Minh. El pocs trotskistes que van fugir d'aquest holocaust van ser forçat a exiliar-se a l'estranger."

## Biografia
- Alexander, Robert J. «Vietnamese Trotskyism». A: [http://www.marxists.org/history/etol/writers/alex/works/in_trot/index.htm International Trotskyism 1929–1985: A documented analysis of the movement].  Box 90660, Durham, NC 27708: Duke University Press, 1991.
- Wiliam J. Duiker: The Communist Road to Power in Vietnam, Westview Press, Boulder, Colorado, 1981. (Cited by Alexander)
- Goldner, Loren «The Anti-Colonial Movement in Vietnam» (pdf). New Politics, 6, 23 (whole), number 3, Summer 1997, pàg. 135–141. Arxivat de l'original el 21 d’octubre 2013 [Consulta: 21 octubre 2013].
- Goldner, Loren «The Anti-Colonial Movement in Vietnam». New Politics, 6, 23 (whole), number 3, Summer 1997, pàg. 135–141. Arxivat de l'original el 21 d’octubre 2013 [Consulta: 21 octubre 2013]. Arxivat 21 October 2013[Date mismatch] a Wayback Machine.
- Daniel Hémery: Révolutionaires vietnamiens et pouvoir colonial en Indochine, François Maspero, Paris, 1975. (cited by Alexander)
- Ngo Van (2000) Viet-nam 1920-1945: Révolution et contre-révolution sous la domination coloniale, Paris: Nautilus Editions [in French]. Partially translated (according to Goldner) as Revolutionaries They Could Not Break: The Fight for the Fourth International in Vietnam. London: Index Pr. 1995.
- I. Milton Sacks: "Marxism in Viet Nam", in Frank N. Trager (Editor): Marxism in South-East Asia: A Study of Four Countries, Stanford University Press, Stanford, 1959 (cited by Alexander)
- Stalinism and Trotskyism in Vietnam, Spartacist Publishing Co., New York, 1976. (Cited by Alexander: Possibly an unreliable source)